# Роллан, Луи
Луи (Людвиг) Роллан (фр. Louis Rolland; 13 марта 1711, Лион — 1 июня 1791, Санкт-Петербург) — французский скульптор-орнаменталист, рисовальщик, гравёр и резчик по дереву. С 1734 года работал по оформлению интерьеров Королевского дворца в Стокгольме. Под руководством Поля де Сен-Лорана Роллан изваял две зеркальные рамы для спален короля и королевы, оформлял орнаментальной резьбой порталы и десюдепорты. Покинул Швецию в 1746 году.
В 1748 году его имя упоминается в документах Канцелярии от строений в Санкт-Петербурге. Работал в ведомстве Кабинета императорского двора, в основном по рисункам Ф. Б. Растрелли для Петергофа. Сделал проект яшмовой чаши для Петергофской гранильной фабрики. Работал также по рисункам Растрелли для столичного Зимнего дворца. С 1765 года академик «орнаментной скульптуры» Академии художеств в Санкт-Петербурге. Со следующего года стал преподавать в Академии «орнаментную скульптуру». Уволен в 1769 году.
Луи Роллан создал множество моделей из гипса и дерева декоративных вазонов, урн, корпусов настенных и напольных часов, имел многих учеников.